# Frisco Tornado
Frisco Tornado è un film del 1950 diretto da R.G. Springsteen.
È un western statunitense con Allan Lane, Black Jack, Eddy Waller e Martha Hyer.

## Produzione
Il film, diretto da R.G. Springsteen su una sceneggiatura di M. Coates Webster, fu prodotto da Gordon Kay, come produttore associato, per la Republic Pictures e girato nell'Iverson Ranch a Chatsworth, Los Angeles, California, da metà maggio a fine maggio 1950.

## Distribuzione
Il film fu distribuito negli Stati Uniti dal 6 settembre 1950 al cinema dalla Republic Pictures.
Altre distribuzioni:
- in Brasile (Protetor de Diligência)
- nel Regno Unito nel 1950 dalla British Lion Film Corporation
- in Canada nel 1950 dalla British Lion Film Corporation
- negli Stati Uniti in DVD nel 2004 dalla Teakwood Video

## Promozione
La tagline è: ALL-OUT WESTERN ACTION!.